# Kabupaten Pasuruan
Kabupaten Pasuruan är ett kabupaten i Indonesien.   Det ligger i provinsen Jawa Timur, i den västra delen av landet, 700 km öster om huvudstaden Jakarta. Antalet invånare är 1 512 468. Arean är 1 474 kvadratkilometer.
Terrängen i Kabupaten Pasuruan är varierad.